# Modekngei
Modekngei o Ngara Modekngei (Secta unida) es una religión monoteísta fundada en 1915 por Temedad, un nativo de la isla de Babeldaob y que se expandió por Palaos. Actualmente unas 1700 personas lo practican, representando el 8,8% de la población de Palaos.
Se inició como un movimiento no violento que se oponía a la ocupación japonesa y es una amalgamación de las creencias nativas animistas y cristianas convertido en una tradición oral de cantos llamado keskes, con el fin de reforzar la herencia cultural nativa.